# مکعب وفقی
مکعب وفقی یا جادویی، مکعبی است که از n⊃3؛ مکعب کوچک‌تر مساوی به نام خانه، درست شده و هر یک از خانه‌ها با عددی از یک تا n⊃3؛ شماره گذاری شده است. مکعب جادویی کامل یک چنین مکعبی است که مجموع عددهای n خانه هم راستا، در آن عددی ثابت باشد.
(راسته‌ها شامل: تمام ردیف‌های موازی همچنین مکعب، همچنین دو قطر اصلی هر مقطع عمود بر یال های مکعب، نیز چهار قطر فضایی مکعب است.)
عدد ثابت جادویی را می‌توان بدین ترتیب بدست آورد:
{\displaystyle M_{3}(n)={\frac {1}{2}}n(n^{3}+1)}
روشن است که مکعب وفقی درجه یک، مکعبی منحصربه‌فرد و کامل است.